# Persone di nome Eddy
| Questa pagina contiene informazioni ricavate automaticamente dalle voci biografiche con l'ausilio del template Bio e di un bot. L'aggiornamento è periodico e automatico e ricostruisce completamente la pagina. Se manca una persona in questa lista, sei pregato di non aggiungerla, ma accertati piuttosto che la sua voce biografica contenga il template Bio e che i dati anagrafici siano correttamente compilati. Se il template Bio manca, inseriscilo tu stesso o, in alternativa, metti l'avviso {{tmp\|Bio}} che ne segnala la mancanza. Se i dati riportati sono sbagliati, correggi direttamente la voce biografica; le modifiche saranno visibili in questa lista entro pochi giorni. Per chiarimenti vedi il progetto antroponimi. La lista contiene solo le 60 persone che sono citate nell'enciclopedia e per le quali è stato implementato correttamente il template Bio. Pagina aggiornata al 22 lug 2025. |

Questa è una lista di persone presenti nell'enciclopedia che hanno il nome Eddy, suddivise per attività principale.

## Allenatori di calcio(2)
- Eddy Etaeta, allenatore di calcio e ex calciatore francese (Papeete, n. 1970)
- Eddy Heurlié, allenatore di calcio e ex calciatore francese (Le Lamentin, n. 1977)

## Allenatori di pallacanestro(2)
- Eddy Casteels, allenatore di pallacanestro e ex cestista belga (Malines, n. 1960)
- Eddy Verswijvel, allenatore di pallacanestro belga (Overpelt, † 2007)

## Arbitri di calcio(1)
- Eddy Maillet, ex arbitro di calcio seychellese (Port Victoria, n. 1967)

## Attori(4)
- Eddy Ko, attore cinese (Zhongshan, n. 1937)
- Eddy Martin, attore statunitense (n. 1990)
- Eddy Mitchell, attore e cantante francese (Parigi, n. 1942)
- Eddy Vilard, attore messicano (Cancún, n. 1988)

## Calciatori(16)
- Eddy Afonso, calciatore angolano (Luanda, n. 1994)
- Eddy Baggio, ex calciatore italiano (Caldogno, n. 1974)
- Eddy Bembuana-Keve, ex calciatore belga (La Louvière, n. 1972)
- Eddy Berdusco, ex calciatore e ex giocatore di calcio a 5 canadese (Mississauga, n. 1969)
- Eddy Capron, ex calciatore francese (Saint-Pierre, n. 1971)
- Eddy Carazas, ex calciatore peruviano (Lima, n. 1974)
- Ismaël Ankobo, calciatore congolese (Repubblica del Congo) (Brazzaville, n. 1997)
- Eddy de Neve, calciatore olandese (Batavia, n. 1882 - † 1943)
- Eddy Pascual, calciatore azero (Roquetas de Mar, n. 1992)
- Eddy Pieters Graafland, calciatore olandese (Amsterdam, n. 1934 - Barendrecht, † 2020)
- Eddy Piñeiro, ex calciatore e giocatore di football americano statunitense (Miami, n. 1995)
- Eddy Sylvestre, calciatore francese (Aubagne, n. 1999)
- Eddy Vega, ex calciatore honduregno (Roatán, n. 1980)
- Eddy Viator, calciatore francese (Colombes, n. 1982)
- Eddy Voordeckers, ex calciatore belga (Geel, n. 1960)
- Eddy Helmi Abdul Manan, ex calciatore malese (Pontian, n. 1979)

## Cantanti(2)
- Eddy Grant, cantante, musicista e produttore discografico guyanese (Plaisance, n. 1948)
- Eddy Wata, cantante nigeriano (Rapustan, n. 1974)

## Cantautori(1)
- Eddy Viola, cantautore italiano (Padova)

## Cestisti(6)
- Eddy Curry, ex cestista statunitense (Harvey, n. 1982)
- Eddy Edigin, cestista nigeriano (Lagos, n. 1995)
- Eddy Fobbs, ex cestista statunitense (Silsbee, n. 1980)
- Eddy Kayouloud, cestista francese (Parigi, n. 1999)
- Eddy Polanco, cestista statunitense (Bronx, n. 1994)
- Eddy Terrace, cestista belga (Molenbeek-Saint-Jean, n. 1935 - † 2013)

## Ciclisti su strada(11)
- Eddy Bouwmans, ex ciclista su strada olandese (n. 1968)
- Eddy Finé, ex ciclista su strada e ex ciclocrossista francese (Herbeys, n. 1997)
- Eddy Le Huitouze, ciclista su strada e pistard francese (Lorient, n. 2003)
- Eddy Mazzoleni, ex ciclista su strada italiano (Bergamo, n. 1973)
- Eddy Merckx, ex ciclista su strada, pistard e ciclocrossista belga (Meensel-Kiezegem, n. 1945)
- Eddy Pauwels, ciclista su strada belga (Bornem, n. 1935 - Edegem, † 2017)
- Eddy Peelman, ex ciclista su strada olandese (Dendermonde, n. 1947)
- Eddy Planckaert, ex ciclista su strada belga (Nevele, n. 1958)
- Eddy Ratti, ciclista su strada italiano (Codogno, n. 1977)
- Eddy Serri, ex ciclista su strada italiano (Faenza, n. 1974)
- Eddy Vanhaerens, ciclista su strada belga (Torhout, n. 1954)

## Dirigenti sportivi(1)
- Eddy Seigneur, dirigente sportivo e ex ciclista su strada francese (Beauvais, n. 1969)

## Fumettisti(1)
- Eddy Paape, fumettista belga (Grivegnée, n. 1920 - Bruxelles, † 2012)

## Ginnasti(1)
- Eddy Yusof, ginnasta svizzero (Pfäffikon, n. 1994)

## Giocatori di badminton(1)
- Eddy Hartono, ex giocatore di badminton indonesiano (n. 1964)

## Mezzofondisti(1)
- Eddy De Pauw, ex mezzofondista belga (n. 1960)

## Ostacolisti(1)
- Eddy Ottoz, ex ostacolista e politico italiano (Mandelieu-la-Napoule, n. 1944)

## Piloti motociclistici(1)
- Eddy Seel, pilota motociclistico belga (Verviers, n. 1970)

## Produttori discografici(1)
- Eddy Offord, produttore discografico britannico (n. 1943)

## Rapper(1)
- A.D.O.R., rapper statunitense (New York, n. 1969 - New York, † 2025)

## Rugbisti a 15(1)
- Eddy Ben Arous, rugbista a 15 francese (Trappes, n. 1990)

## Schermidori(1)
- Eddy Patterson, ex schermidore cubano (n. 1972)

## Scrittori(1)
- Eddy Boas, scrittore olandese (L'Aia, n. 1940)

## Sindacalisti(1)
- Eddy Van Lancker, sindacalista belga (Courtrai, n. 1956)

## Velocisti(1)
- Eddy De Lépine, velocista francese (Fort-de-France, n. 1984)

## Violinisti(1)
- Eddy Brown, violinista e insegnante statunitense (Chicago, n. 1895 - Abano Terme, † 1974)